# Hipòtesi Gaia

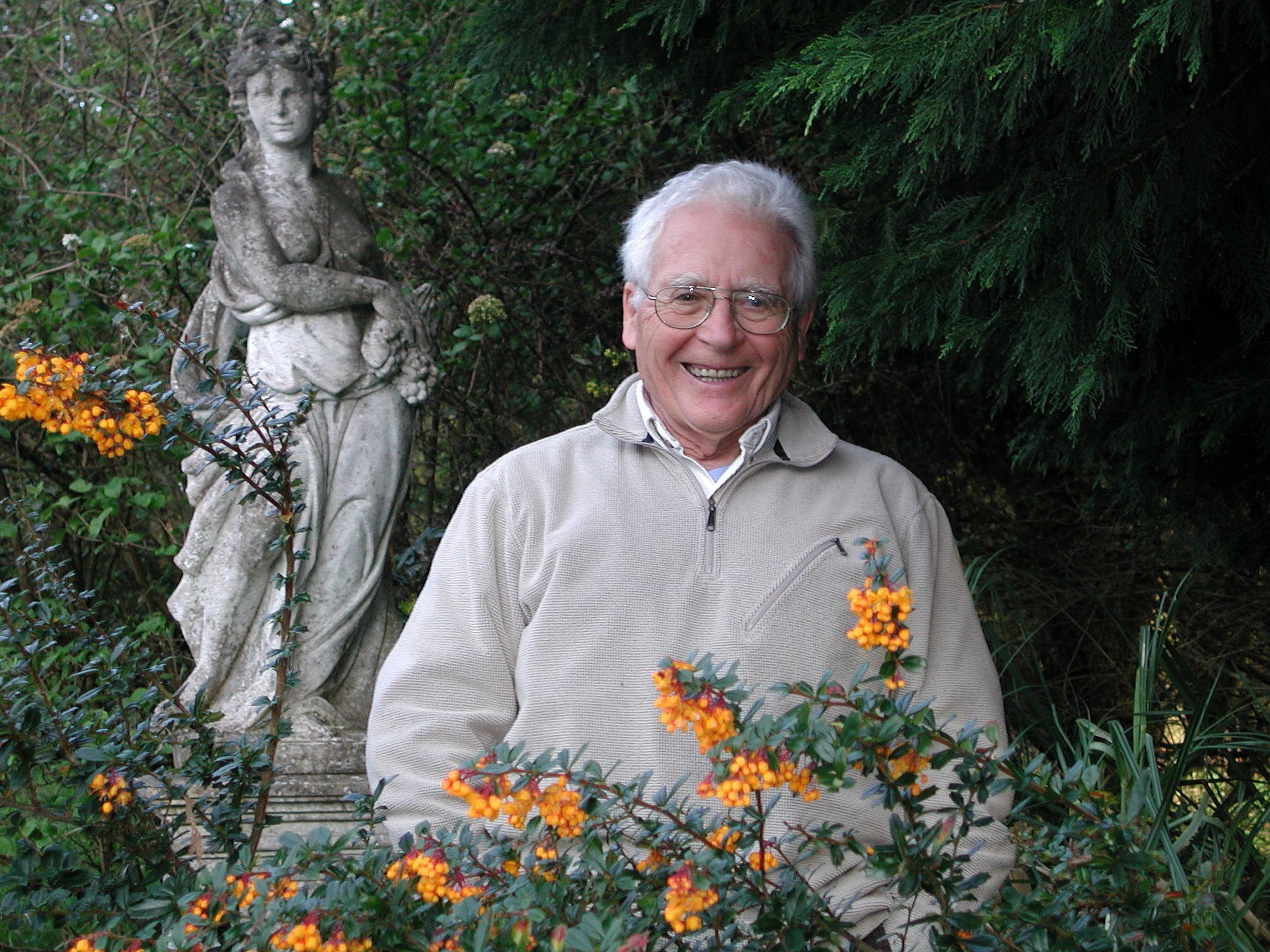
J. Lovelock, pare de la hipòtesi de Gaia.

La Hipòtesi de Gaia postula que el clima, la vida i la geologia actuen de forma conjunta i s'autoregulen tendint a l'equilibri. És, per tant, una hipòtesi que explica el planeta Terra com a superorganisme que és capaç d'autoregular-se gràcies als processos biogeoquímics. La hipòtesi va ser introduïda pel químic James Lovelock l'any 1969, però publicada en 1979. El nom de Gaia és en honor de la deessa grega de la Terra.

## La hipòtesi de Gaia
Segons aquesta hipòtesi, la Terra actua com un macroorganisme que es preocupa de la seva supervivència, i està formada per organismes vius i autònoms que interaccionen entre ells permetent la continuïtat de la vida. Per tant, Lovelock descriu Gaia com una entitat complexa, formada per la biosfera, els oceans i la terra, i que en conjunt conformen un sistema cibernètic, de retroacció, que cerquen un entorn físic i químic òptim per a la vida. Les condicions es preserven de forma relativament constant mitjançant un control actiu dels éssers vius, és, per tant, un sistema homeostàtic.
Les idees en què es basa la hipòtesi són:
- L'aire, entès com la composició de gasos i la seva proporció, és el resultat de la vida.
- La temperatura de la Terra està regulada pels organismes o gaians.

Aquesta idea es considera que no es pot provar i per aquest motiu segueix essent una hipòtesi. Els científics tradicionals hi estan en desacord, ja que no es pot comprovar científicament.

## Origen de la hipòtesi
La primera formulació científica de la teoria es va fer a la dècada de 1960 pel doctor James Lovelock, que investigava de forma independent. Va ser desenvolupada arran dels seus treballs de detecció de vida a Mart, encarregats per la NASA. El que més va cridar l'atenció a aquest químic va ser la gran diferència entre les condicions de la Terra i la dels planetes veïns, principalment Mart i Venus. Arran d'aquestes observacions va formular la seva hipòtesi. Les primeres publicacions van ser fetes a principis de la dècada de 1970, la majoria en col·laboració amb Lynn Margulis, publicacions seguides per un llibre divulgatiu anomenat Gaia: A new look at life on Earth (1979). El nom de la teoria, en honor de la deessa grega, va ser suggerit pel novel·lista William Golding, que convivia a la mateixa ciutat que Lovelock, Bowerchalke (Wiltshire, Regne Unit). Des de llavors, la hipòtesi ha estat recolzada per diversos experiments i ha permès noves prediccions, fets que inclinen a considerar acabada l'etapa d'hipòtesi i passar a anomenar-la Teoria Gaia.

Durant els seus primers anys, la hipòtesi va ser pràcticament ignorada. Un article publicat a la revista New Scientist, el 15 de febrer de 1975, així com una publicació en format llibre de la hipòtesi, The Quest for Gaia, va començar a atreure l'interès de científics i no científics. Encara actualment hi ha opinions d'acceptació i de rebuig importants.

## Fonaments
La segona llei de la termodinàmica diu que qualsevol sistema tancat, com ara l'atmosfera del planeta, tendeix a la màxima entropia. Per tant, la nostra atmosfera hauria de trobar-se en un estat d'equilibri químic, ja que totes les possibles reaccions químiques ja haurien d'haver tingut lloc. En aquest cas, l'atmosfera hauria d'estar composta majoritàriament per diòxid de carboni (CO2), en concret per gairebé un 99%. En canvi la presència d'oxigen (O2) i de nitrogen (N2) serien insignificants. Però la realitat és que el component majoritari de la nostra capa d'aire és el nitrogen, en un 78%, seguit d'un 21% d'oxigen i amb tan sols un 0,03% de diòxid de carboni.
És aquí on la a hipòtesi de Gaia introdueix el concepte que és un sistema homeostàtic: la vida existent a la Terra, gràcies a la seva activitat i reproducció manté les condicions constants permetent la vida. La vida es va generar sobre el planeta gràcies al fet que en un moment determinat sí existiren unes condicions que així ho permeteren, però després han estat els mateixos organismes els que les han mantingut i millorat.
Si ens traslladem a milions d'anys enrere, als inicis de la vida, trobem que l'atmosfera era reductora, ja que tenia gran quantitat d'hidrogen lliure, provinent de les emanacions volcàniques. A l'aigua es generaren els primers microorganismes que, per falta d'oxigen eren anaeròbics. A més, també eren fotosintètics, utilitzant la llum del sol per obtenir energia. L'oxigen alliberat en la fotosíntesi passava a l'atmosfera, que, dins un ambient tan reductor provocava l'oxidació dels materials que contenien ferro. Amb el temps, la gran quantitat d'oxigen present a l'atmosfera va provocar canvis sobre els organismes, apareixent així els organismes que respiren.

## Cicle cibernètic
∆ Tª→ ∆ Producció Plàncton → ∆ DMS → ∆ Aerosols de Sofre → ∆ Núvols → ∆ Albedo ↓
↑ ∇ Albedo ← ∇ Núvols ← ∇ Aerosols de Sofre ← ∇ DMS ← ∇ Producció Plàncton ← ∇ Tª
L'increment de la temperatura provocarà un augment de l'evaporació de les aigües oceàniques. Aquesta influirà directament sobre l'albedo que, a la vegada, provocarà que vagi disminuint la temperatura. Aquest descens ajudarà que l'evaporació oceànica vagi declinant fins al punt en què ja no tindrà efecte sobre l'albedo, afavorint, per tant, que torni a elevar-se.
- DMS (Dimetilsulfur) : molècula emesa per unes determinades algues marines en el seu procés metabòlic per a la regulació de la concentració de sal. El DMS constitueix el nucli del núvol perquè produeix aerosols.
- Aerosol
- Albedo

## Crítiques
John Kricher criticà la defensa d'un equilibri, apuntant a les evidències dels canvis que ha patit la biodiversitat.
El biòleg Peter Ward presentà una hipòtesi contrària, anomenada hipòtesi Medea.